# Friedrich Grohé

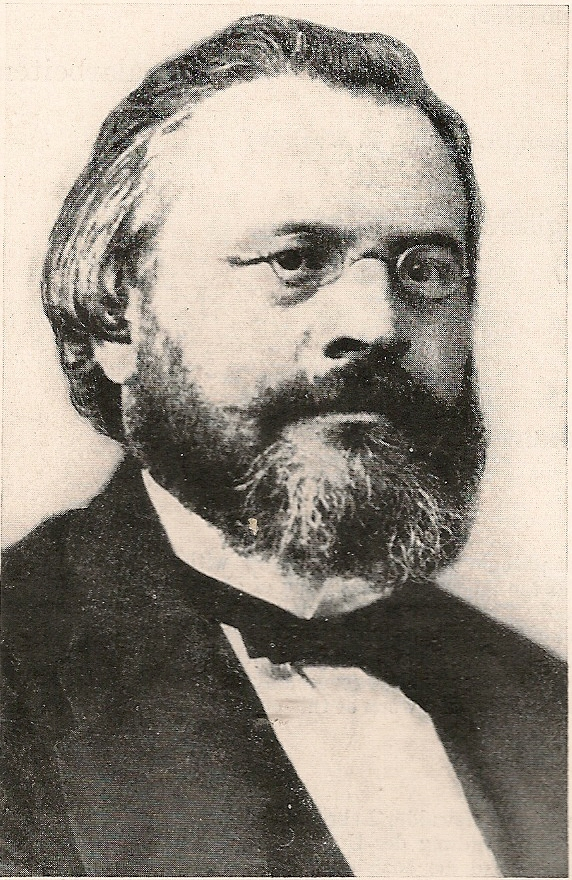
Friedrich Grohé, vor 1880

Jacob Friedrich Grohé (* 12. März 1830 in Speyer; † 21. November 1886 in Greifswald) war ein deutscher Mediziner. Er war der erste Hochschullehrer, der in Deutschland allgemeine Pathologie und pathologische Anatomie lehrte.

## Leben
Friedrich Grohé war der Sohn des Kaufmanns Friedrich Jakob Grohé. Nach dem Abitur am Gymnasium am Kaiserdom studierte er 1850–1853 an der Julius-Maximilians-Universität Würzburg und der Hessischen Ludwigs-Universität Gießen Medizin. Gleichzeitig besuchte er die Vorlesungen Justus von Liebigs über Chemie. 1853 wurde er in Würzburg Assistent bei Rudolf Virchow, bei dem er seine Doktorarbeit schrieb. 1856 wurde er zum Dr. med. promoviert. 1857 folgte er Virchow nach Berlin an das Pathologische Institut der Charité. 1858 nahm er eine außerordentliche Professur an der Königlichen Universität zu Greifswald an. Vier Jahre später wurde er Ordinarius für Pathologische Anatomie. Er widmete sich neben seiner Lehr- und Forschungstätigkeit dem Neubau eines zweckmäßig angelegten pathologischen Instituts in Greifswald, dessen Leitung er übernahm. In den Jahren 1868, 1872/73 und 1879/80 war er Dekan der Medizinischen Fakultät. 1874/75 war er Rektor der Universität. 1880 wurde er in die Deutsche Akademie der Naturforscher Leopoldina gewählt. 1866 übernahm er während des Deutschen Krieges die Leitung eines Reservelazaretts in Demmin, wofür er mit dem Roten Adlerorden 4. Klasse ausgezeichnet wurde. Während des Deutsch-Französischen Krieges führte er im Winter 1870/71 einen Sanitätszug bis nach Paris. Dafür erhielt er das Eiserne Kreuz. In seinen letzten Lebensjahren beeinträchtigte eine fortschreitende Herzerkrankung sein Leben und Schaffen. 1884 wurde außerdem Diabetes mellitus bei ihm diagnostiziert. 1886 musste er seine Lehrtätigkeit einstellen. Er starb im November desselben Jahres, kurze Zeit nachdem ihn der Kaiser Wilhelm I. zum Geheimen Medizinalrat ernannt hatte. Beigesetzt wurde er auf dem Neuen Friedhof (Greifswald).

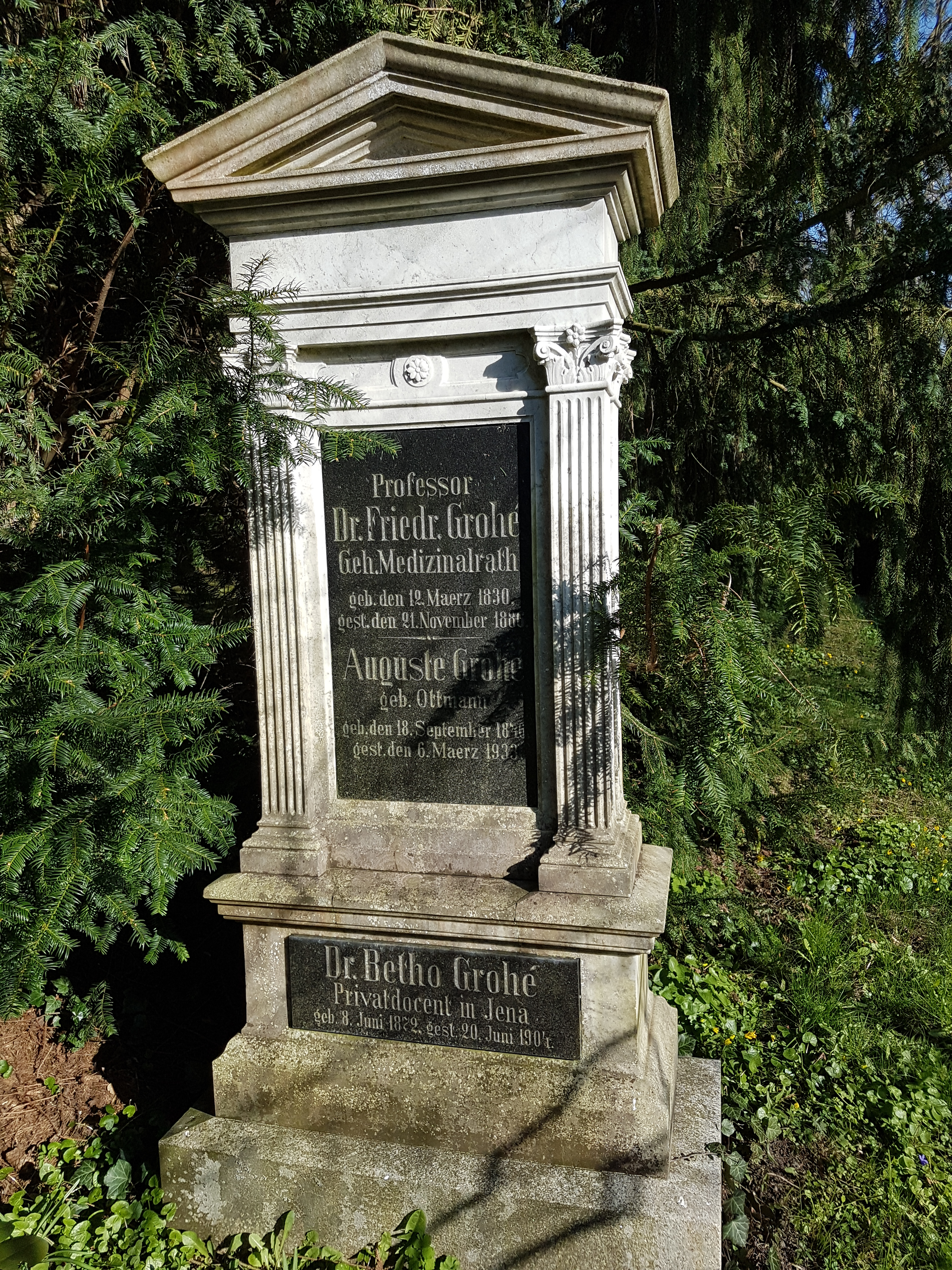
Grabmal Grohés

Friedrich Grohé veröffentlichte unter anderem in Justus Liebigs Annalen der Chemie, in den Verhandlungen der physikalisch-Medizinischen Gesellschaft in Würzburg und in den Verhandlungen der  geburtshelfenden Gesellschaft in Berlin. Er forschte unter anderem zur Bewegung der Samenkörper und über Melanämie und Pseudo-Melanämie. Weiterhin beschäftigte er sich mit dem zu seiner Zeit noch wenig erforschten feinerem Aufbau der Milz. Nach der Veröffentlichung einer Studie über das kindliche Ovar geriet er in eine polemische Auseinandersetzung mit Eduard Pflüger, da Grohé nur Ovarialfollikel, aber keine Pflüger-Schläuche vorfand.